# Claire Foy
Claire Elizabeth Foy (Stockport, 16 aprile 1984) è un'attrice britannica di origini irlandesi.
È nota principalmente per il ruolo di Elisabetta II del Regno Unito nelle prime due stagioni della serie televisiva Netflix The Crown (2016-2017) per la quale si è aggiudicata due Premi Emmy, due Screen Actors Guild Awards e un Golden Globe nella sezione miglior attrice in una serie drammatica.
Sul grande schermo, Claire Foy ha debuttato nel 2011 con L'ultimo dei templari, in seguito recitando nei film Vampire Academy (2014) Rosewater (2014) The Lady in the Van (2015) Ogni tuo respiro (2017) Millennium - Quello che non uccide (2018) First Man - Il primo uomo (2018) Il visionario mondo di Louis Wain (2021) Women Talking - Il diritto di scegliere (2022) e Estranei (2023).

## Biografia
Claire Foy è nata a Stockport ma cresciuta tra Manchester e Leeds. È la più giovane di tre figli. La sua famiglia si trasferì a Longwick, Buckinghamshire. Ha frequentato Aylesbury High School (un liceo per ragazze) dall'età di dodici anni; ha poi frequentato la Liverpool John Moores University, studiando teatro e cinema. Ha inoltre frequentato un corso di un anno presso la Oxford School Of Drama. Si è laureata nel 2007 e si è trasferita a Peckham dove condivide una casa "con cinque amici dalla scuola di recitazione".
Già durante gli studi alla Oxford School of Drama, C. Foy partecipò ad alcuni spettacoli teatrali al Royal National Theatre di Londra e, dopo un'apparizione televisiva, lì realizzò il suo debutto professionale in DNA and The Miracle, diretto da Paul Miller. Nel 2008 interpretò il ruolo della protagonista Amy Dorrit nella serie televisiva della BBC tratta dal romanzo La piccola Dorrit di Charles Dickens, ottenendo una nomination ai Royal Television Society Awards.
Successivamente ottiene una apparizione nel film TV inglese Going Postal e nel film di avventura medievale L'ultimo dei Templari a fianco di Nicolas Cage. Ha anche recitato in Upstairs Downstairs, remake della BBC di Su e giù per le scale nel ruolo di Lady Persephone. Foy è stata co-protagonista della mini-serie The Promise, trasmesso nel febbraio 2011, descrivendolo in un'intervista come al momento il suo "lavoro preferito in assoluto". Ha interpretato il ruolo di Elena, protagonista nel film TV The Night Watch basato sul romanzo Turno di notte di Sarah Waters.
Nel 2015 è Anna Bolena (regina consorte d'Inghilterra dal 1533 al 1536) nella miniserie Wolf Hall. Nel 2016 interpreta la regina Elisabetta II nella serie televisiva The Crown di Netflix, per la quale vince il Golden Globe come migliore attrice in una serie drammatica. Nel 2017 viene scelta per interpretare Lisbeth Salander nella trasposizione cinematografica di Quello che non uccide, quarto capitolo della saga Millennium, uscito nelle sale nel novembre 2018. Sempre nel 2018, è protagonista del film Unsane, un thriller psicologico diretto da Steven Soderbergh.
Nel 2021 ritorna ad impersonare la giovane regina Elisabetta II nella quarta stagione di The Crown, facendo una comparsa in un flashback durato 1 minuto e 49 secondi ed aggiudicandosi l'Emmy come miglior attrice guest star in una serie drammatica.

## Vita privata
Claire Foy è stata sposata con l'attore Stephen Campbell Moore dal 2014 al 2018. La coppia ha avuto una figlia, Ivy Rose, nata nel marzo 2015, e ha annunciato la separazione nel febbraio 2018.

## Filmografia

### Cinema
- L'ultimo dei Templari (Season of the Witch), regia di Dominic Sena (2011)
- Wreckers, regia di Dictynna Hood (2011)
- Vampire Academy, regia di Mark Waters (2014)
- Rosewater, regia di Jon Stewart (2014)
- The Lady in the Van, regia di Nicholas Hytner (2015)
- Ogni tuo respiro (Breathe), regia di Andy Serkis (2017)
- Unsane, regia di Steven Soderbergh (2018)
- First Man - Il primo uomo (First Man), regia di Damien Chazelle (2018)
- Millennium - Quello che non uccide (The Girl in the Spider's Web), regia di Fede Álvarez (2018)
- Mio figlio (My Son), regia di Christian Carion (2021)
- Il visionario mondo di Louis Wain (The Electrical Life of Louis Wain), regia di Will Sharpe (2021)
- Women Talking - Il diritto di scegliere (Women Talking), regia di Sarah Polley (2022)
- Estranei (All of Us Strangers), regia di Andrew Haigh (2023)

### Televisione
- Being Human – serie TV, 1 episodio (2008)
- Doctors – serie TV, 1 episodio (2008)
- Little Dorrit – miniserie TV, 14 puntate (2008)
- Una storia di 10 minuti – serie TV, 1 episodio (2009)
- Pulse, regia di James Hawes – film TV (2010)
- The Promise, regia di Peter Kosminsky – miniserie TV, 4 puntate (2011)
- The Night Watch, regia di Richard Laxton – film TV (2011)
- Hacks, regia di Guy Jenkin – film TV (2012)
- White Heat, regia di John Alexander – miniserie TV, 6 puntate (2012)
- Crossbones – serie TV, 9 episodi (2014)
- Wolf Hall, regia di Peter Kosminsky – miniserie TV, 6 puntate (2015)
- The Crown – serie TV, 24 episodi (2016-2023)
- A Very British Scandal, regia di Anne Sewitsky – miniserie TV, 3 puntate (2021)

## Teatro
- DNA di Dennis Kelly, regia di Paul Miller. National Theatre di Londra (2012)
- The Miracle di Lin Coghlan, regia di Paul Miller. National Theatre di Londra (2012)
- Love, Love, Love di Mike Bartlett, regia di James Grieve. Royal Court Theatre di Londra (2012)
- Ding Dong the Wicked di Caryl Churchill, regia di Dominic Cooke. Royal Court Theatre di Londra (2012)
- Macbeth di William Shakespeare, regia di Jamie Lloyd, con James McAvoy. Trafalgar Studios di Londra (2013)
- Lungs di Duncan Macmillan, regia di Matthew Warchus, con Matt Smith. Old Vic di Londra (2019-2020), Brooklyn Academy of Music di New York (2020)

## Riconoscimenti
- Golden Globe
  - 2017 - Miglior attrice in una serie drammatica per The Crown
  - 2018 - Candidatura alla miglior attrice in una serie drammatica per The Crown
  - 2019 - Candidatura alla miglior attrice non protagonista per First Man - Il primo uomo

- Premi Emmy
  - 2017 - Candidatura alla miglior attrice in una serie drammatica per The Crown
  - 2018 - Miglior attrice in una serie drammatica per The Crown
  - 2021 - Miglior attrice ospite in una serie drammatica per The Crown
  - 2024 - Candidatura alla miglior attrice ospite in una serie drammatica per The Crown

- BAFTA
  - 2016 - Candidatura alla miglior attrice protagonista per Wolf Hall
  - 2017 - Candidatura alla miglior attrice protagonista per The Crown
  - 2018 - Candidatura alla miglior attrice protagonista per The Crown
  - 2019 - Candidatura alla miglior attrice protagonista per First Man - Il primo uomo

- Screen Actors Guild Award
  - 2017 - Miglior attrice in una serie drammatica per The Crown
  - 2017 – Candidatura al miglior cast in una serie drammatica per The Crown
  - 2018 - Miglior attrice in una serie drammatica per The Crown
  - 2018 – Candidatura al miglior cast in una serie drammatica per The Crown

- Critics' Choice Awards
  - 2018 - Candidatura alla miglior attrice protagonista per The Crown

## Doppiatrici italiane
Nelle versioni in italiano dei suoi lavori, Claire Foy è stata doppiata da:
- Beatrice Caggiula in Pulse, Rosewater, The Crown, Mio figlio, A Very British Scandal, Estranei
- Elena Perino in First Man - Il primo uomo, Quello che non uccide, Il visionario mondo di Louis Wain
- Alessia Amendola ne L'ultimo dei Templari
- Rossella Acerbo in The Lady in the Van
- Valentina Mari in Ogni tuo respiro
- Myriam Catania in Unsane
- Francesca Manicone in Women Talking - Il diritto di scegliere